# Teucholabis gorana
Teucholabis gorana är en tvåvingeart som beskrevs av Alexander 1948. Teucholabis gorana ingår i släktet Teucholabis och familjen småharkrankar. Inga underarter finns listade i Catalogue of Life.